# Bór bagienny
Bór bagienny – siedlisko borowe, charakterystyczne dla bezodpływowych niecek. Występują tu gleby torfowe i murszowe (wysokie). Wody gruntowe występują na głębokości około 0,5 m. 
W warstwie drzewostanu dominuje sosna IV, V, VI klas bonitacji, z niewielka domieszką brzozy omszonej lub świerka. Podrostu brak lub występują gatunki z I piętra. Podszyt ubogi, w tym kruszyna pospolita i nieliczne wierzby (uszata, szara).
Udział tego typu siedliska w Polsce stanowi 1% ogółu siedlisk leśnych.
Gatunki runa różnicujące bór bagienny od boru wilgotnego:
- torfowiec magellański
- żurawina błotna
- płonnik sztywny
- wełnianka pochwowata

Gatunki częste:
- bagno zwyczajne
- borówka bagienna
- borówka brusznica
- borówka czarna
- żurawina błotna
- modrzewnica zwyczajna